# 우크라이나 축구 국가대표팀
우크라이나 축구 국가대표팀(우크라이나어: Збірна України з футболу)은 우크라이나를 대표하여 국가대항전에 참가하는 축구 국가대표팀으로 우크라이나 축구 연맹에 의해 운영된다. 과거에는 소련 축구 국가대표팀의 일원으로 참가했고 해체 이후인 1992년 4월 29일에 헝가리와의 첫 경기를 치렀으며 본래 홈 구장으로는 NSC 올림피스키 스타디움 외 4개의 경기장을 사용 중이었으나 러시아·우크라이나 전쟁의 여파로 현재는 주변 인근 국가에서 중립 홈 경기를 치르고 있다.

## 역사

### 독립 이전(1925년–1935년)
공식적으로 우크라이나 대표팀이 만들어진 것은 1990년대초이며 이는 곧 국제적으로 인정되었고 널리 알려지지는 않았으나 우크라이나 대표팀은 과거 1925년부터 1935년까지 존재했는데 러시아 소비에트 연방 사회주의 공화국처럼 우크라이나 소비에트 사회주의 공화국도 자국만의 대표팀을 가졌다.
이 대표팀의 가장 초창기 경기 기록은 1928년 8월로 거슬러 올라간다. 
소비에트 사회주의 공화국들의 대표팀들과 거기에 모스크바 시의 대표팀이 포함된 축구 대회가 모스크바에서 열리기로 계획되었고 대회가 시작하기 전 하르키우와 모스크바에서 열린 우루과이의 붉은 스포츠 연맹과의 2번의 시범 경기에서 1승 1패를 기록했다. 
그 후 소련 축구 대회에서 3경기를 치렀고 비록 결승전에서 모스크바에게 0-1로 패했으나 이 대회에서 우크라이나 대표팀은 벨라루스와 자캅카스를 상대로 승리를 거두며 준우승의 성적을 남겼다.
그리고 1929년 하르키우에서 열린 니더외스터라이히 대표팀과의 시범 경기에서 4-1 완승을 거두었고 2년 후인 1931년 모스크바에서 열린 또 다른 소비에트 연방 대회에 참가하여 자캅카스와의 준결승전을 치렀으나 이 경기에서 0-3으로 패하면서 결승 문턱에서 주저앉았다.

### 공식적인 모습
1991년 독립하기에 앞서 우크라이나 선수들은 소련 대표팀의 일원으로 뛰었으며 독립한 이후에 우크라이나 대표팀이 생겨났지만 우크라이나 축구 연맹은 제때에 1994년 FIFA 월드컵 유럽 지역 예선 참가 인정을 받는데는 실패했다.
한편 안드레이 칸첼스키스, 빅토르 오놉코, 세르게이 유란, 유리 니키포로프, 일리야 침발라리, 올레크 살렌코 등 일부 실력과 기량이 월등했던 우크라이나 선수들은 과거 소련 대표팀의 공식적인 후계자인 러시아 대표팀을 선택했다.
소비에트 연방의 5년간의 UEFA 계수는 우크라이나 선수들이 부분적으로 얻어낸 것이였음에도 불구하고 소련 대표팀의 직계 후손인 러시아 대표팀에게 넘어가면서 국가대표팀 뿐만 아니라 국내 리그에도 위험이 초래되었으며 우크라이나가 1994년에 세계 축구 무대로 복귀했을 때는 이미 모든 것이 완전히 새롭게 시작된 뒤였다.
그리고 점차 시간이 흐른 뒤 우크라이나 대표팀은 새롭게 개선을 하면서 안드리 셰우첸코와 아나톨리 티모슈크, 세르히 레브로우 같은 세계적인 선수들을 배출했음에도 불구하고 2006년 이전까지 메이저 대회 본선 진출을 단 한번도 이뤄내지 못했다.

## 국제 대회 경력

### FIFA 월드컵
우크라이나의 첫 메이저 대회 본선인 2006년 FIFA 월드컵에서 스페인에 이어 H조 2위로 조별리그를 통과한 뒤 16강에서 승부차기까지 가는 접전 끝에 스위스를 따돌리고 월드컵 8강 신화를 작성했다.

### UEFA 유럽 축구 선수권 대회
UEFA 유로 2012의 공동 개최국 자격으로 사상 첫 유로 대회 본선이자 6년만의 메이저 대회 본선에 출전한 이후 4회 연속 유로 대회 본선에 출전하여 이전 2번의 대회에서는 조별리그 문턱을 넘지 못하다가 3번째로 출전한 2020년 대회에서 사상 첫 유로 대회 8강이자 2006년 FIFA 월드컵 이후 15년만의 메이저 대회 8강 진출이라는 놀라운 성과를 거두었다.

### UEFA 네이션스리그

#### 2018-19년 리그 B
유럽 네이션스리그 첫 시즌인 2018-19 시즌 리그 B 1조 4경기에서 체코와 슬로바키아를 상대로 3승 1패·조 1위를 마크하며 차기 시즌 리그 A 승격을 확정지었다.

#### 2020-21년 리그 A
2020-21 시즌을 리그 A에서 시작한 이후 스페인, 독일, 스위스와 함께 4조에 편성되었으나 6경기에서 2승 4패·조 최하위로 떨어지면서 1시즌만에 리그 B로 강등되었다.

#### 2022-23년 리그 B
1시즌만에 리그 B로 강등된 뒤 스코틀랜드, 아일랜드, 아르메니아와 함께 1조에 편성되어 6경기에서 3승 2무 1패·조 2위의 호성적을 거두었음에도 4승 1무 1패의 스코틀랜드에 밀려 리그 A 복귀에는 실패했다.

### 하계 올림픽
우크라이나 성인대표팀 시절에는 한번도 출전하지 못했고 2024년 하계 올림픽 유럽 지역 예선격인 2023년 UEFA 유러피언 U-21 챔피언십에서 4강에 오르며 우크라이나 성인대표팀과 올림픽 대표팀을 통틀어 처음으로 올림픽 본선 진출권을 확보했다.

## 경기장
본래 우크라이나 대표팀의 홈 구장은 디나모 키이우의 홈 경기장이기도 한 NSC 올림피스키 스타디움이지만 러시아와 우크라이나 전쟁의 여파로 현재는 주변 국가인 슬로바키아, 독일, 폴란드, 체코 등에서 중립 홈 경기를 치르고 있으며 이 가운데 2022-23년 UEFA 네이션스리그 B 경기를 비롯해 우크라이나 대표팀의 중립 홈 경기가 이웃 국가인 폴란드에서 가장 많이 치러지고 있다.
소비에트 시절(1991년 이전)에는 오직 두 경기장만을 공식 경기장으로 사용했는데 키이우에 있는 올림피스키 경기장(그 당시에는 공화국 경기장)과 심페로폴에 있는 로코모티프 공화국 종합 운동장이었다.

## FIFA 월드컵(본선)
| FIFA 월드컵 본선 기록 | FIFA 월드컵 본선 기록        | FIFA 월드컵 본선 기록        | FIFA 월드컵 본선 기록        | FIFA 월드컵 본선 기록        | FIFA 월드컵 본선 기록        | FIFA 월드컵 본선 기록        | FIFA 월드컵 본선 기록        | FIFA 월드컵 본선 기록        | FIFA 월드컵 본선 기록        |
| 년도                  | 결과                         | 순위                         | 경기                         | 승                           | 무*                          | 패                           | 득점                         | 실점                         | 승점                         |
| --------------------- | ---------------------------- | ---------------------------- | ---------------------------- | ---------------------------- | ---------------------------- | ---------------------------- | ---------------------------- | ---------------------------- | ---------------------------- |
| 1930년                | 독립 이전 (소련의 일부)      | 독립 이전 (소련의 일부)      | 독립 이전 (소련의 일부)      | 독립 이전 (소련의 일부)      | 독립 이전 (소련의 일부)      | 독립 이전 (소련의 일부)      | 독립 이전 (소련의 일부)      | 독립 이전 (소련의 일부)      | 독립 이전 (소련의 일부)      |
| 1934년                | 독립 이전 (소련의 일부)      | 독립 이전 (소련의 일부)      | 독립 이전 (소련의 일부)      | 독립 이전 (소련의 일부)      | 독립 이전 (소련의 일부)      | 독립 이전 (소련의 일부)      | 독립 이전 (소련의 일부)      | 독립 이전 (소련의 일부)      | 독립 이전 (소련의 일부)      |
| 1938년                | 독립 이전 (소련의 일부)      | 독립 이전 (소련의 일부)      | 독립 이전 (소련의 일부)      | 독립 이전 (소련의 일부)      | 독립 이전 (소련의 일부)      | 독립 이전 (소련의 일부)      | 독립 이전 (소련의 일부)      | 독립 이전 (소련의 일부)      | 독립 이전 (소련의 일부)      |
| 1950년                | 독립 이전 (소련의 일부)      | 독립 이전 (소련의 일부)      | 독립 이전 (소련의 일부)      | 독립 이전 (소련의 일부)      | 독립 이전 (소련의 일부)      | 독립 이전 (소련의 일부)      | 독립 이전 (소련의 일부)      | 독립 이전 (소련의 일부)      | 독립 이전 (소련의 일부)      |
| 1954년                | 독립 이전 (소련의 일부)      | 독립 이전 (소련의 일부)      | 독립 이전 (소련의 일부)      | 독립 이전 (소련의 일부)      | 독립 이전 (소련의 일부)      | 독립 이전 (소련의 일부)      | 독립 이전 (소련의 일부)      | 독립 이전 (소련의 일부)      | 독립 이전 (소련의 일부)      |
| 1958년                | 독립 이전 (소련의 일부)      | 독립 이전 (소련의 일부)      | 독립 이전 (소련의 일부)      | 독립 이전 (소련의 일부)      | 독립 이전 (소련의 일부)      | 독립 이전 (소련의 일부)      | 독립 이전 (소련의 일부)      | 독립 이전 (소련의 일부)      | 독립 이전 (소련의 일부)      |
| 1962년                | 독립 이전 (소련의 일부)      | 독립 이전 (소련의 일부)      | 독립 이전 (소련의 일부)      | 독립 이전 (소련의 일부)      | 독립 이전 (소련의 일부)      | 독립 이전 (소련의 일부)      | 독립 이전 (소련의 일부)      | 독립 이전 (소련의 일부)      | 독립 이전 (소련의 일부)      |
| 1966년                | 독립 이전 (소련의 일부)      | 독립 이전 (소련의 일부)      | 독립 이전 (소련의 일부)      | 독립 이전 (소련의 일부)      | 독립 이전 (소련의 일부)      | 독립 이전 (소련의 일부)      | 독립 이전 (소련의 일부)      | 독립 이전 (소련의 일부)      | 독립 이전 (소련의 일부)      |
| 1970년                | 독립 이전 (소련의 일부)      | 독립 이전 (소련의 일부)      | 독립 이전 (소련의 일부)      | 독립 이전 (소련의 일부)      | 독립 이전 (소련의 일부)      | 독립 이전 (소련의 일부)      | 독립 이전 (소련의 일부)      | 독립 이전 (소련의 일부)      | 독립 이전 (소련의 일부)      |
| 1974년                | 독립 이전 (소련의 일부)      | 독립 이전 (소련의 일부)      | 독립 이전 (소련의 일부)      | 독립 이전 (소련의 일부)      | 독립 이전 (소련의 일부)      | 독립 이전 (소련의 일부)      | 독립 이전 (소련의 일부)      | 독립 이전 (소련의 일부)      | 독립 이전 (소련의 일부)      |
| 1978년                | 독립 이전 (소련의 일부)      | 독립 이전 (소련의 일부)      | 독립 이전 (소련의 일부)      | 독립 이전 (소련의 일부)      | 독립 이전 (소련의 일부)      | 독립 이전 (소련의 일부)      | 독립 이전 (소련의 일부)      | 독립 이전 (소련의 일부)      | 독립 이전 (소련의 일부)      |
| 1982년                | 독립 이전 (소련의 일부)      | 독립 이전 (소련의 일부)      | 독립 이전 (소련의 일부)      | 독립 이전 (소련의 일부)      | 독립 이전 (소련의 일부)      | 독립 이전 (소련의 일부)      | 독립 이전 (소련의 일부)      | 독립 이전 (소련의 일부)      | 독립 이전 (소련의 일부)      |
| 1986년                | 독립 이전 (소련의 일부)      | 독립 이전 (소련의 일부)      | 독립 이전 (소련의 일부)      | 독립 이전 (소련의 일부)      | 독립 이전 (소련의 일부)      | 독립 이전 (소련의 일부)      | 독립 이전 (소련의 일부)      | 독립 이전 (소련의 일부)      | 독립 이전 (소련의 일부)      |
| 1990년                | 독립 이전 (소련의 일부)      | 독립 이전 (소련의 일부)      | 독립 이전 (소련의 일부)      | 독립 이전 (소련의 일부)      | 독립 이전 (소련의 일부)      | 독립 이전 (소련의 일부)      | 독립 이전 (소련의 일부)      | 독립 이전 (소련의 일부)      | 독립 이전 (소련의 일부)      |
| 1994년                | 없음                         | 없음                         | 없음                         | 없음                         | 없음                         | 없음                         | 없음                         | 없음                         | 없음                         |
| 1998년                | 예선 탈락                    | 예선 탈락                    | 예선 탈락                    | 예선 탈락                    | 예선 탈락                    | 예선 탈락                    | 예선 탈락                    | 예선 탈락                    | 예선 탈락                    |
| 2002년                | 예선 탈락                    | 예선 탈락                    | 예선 탈락                    | 예선 탈락                    | 예선 탈락                    | 예선 탈락                    | 예선 탈락                    | 예선 탈락                    | 예선 탈락                    |
| 2006년                | 8강                          | 14위                         | 4                            | 2                            | 1                            | 2                            | 3                            | 4                            | 5                            |
| 2010년                | 예선 탈락                    | 예선 탈락                    | 예선 탈락                    | 예선 탈락                    | 예선 탈락                    | 예선 탈락                    | 예선 탈락                    | 예선 탈락                    | 예선 탈락                    |
| 2014년                | 예선 탈락                    | 예선 탈락                    | 예선 탈락                    | 예선 탈락                    | 예선 탈락                    | 예선 탈락                    | 예선 탈락                    | 예선 탈락                    | 예선 탈락                    |
| 2018년                | 예선 탈락                    | 예선 탈락                    | 예선 탈락                    | 예선 탈락                    | 예선 탈락                    | 예선 탈락                    | 예선 탈락                    | 예선 탈락                    | 예선 탈락                    |
| 2022년                | 예선 탈락                    | 예선 탈락                    | 예선 탈락                    | 예선 탈락                    | 예선 탈락                    | 예선 탈락                    | 예선 탈락                    | 예선 탈락                    | 예선 탈락                    |
| 합계                  | 1회 진출(1/7)                | 8강(1회)                     | 5                            | 2                            | 1                            | 2                            | 5                            | 7                            | 7                            |
| 순위                  | FIFA 월드컵 역대 순위 : 53위 | FIFA 월드컵 역대 순위 : 53위 | FIFA 월드컵 역대 순위 : 53위 | FIFA 월드컵 역대 순위 : 53위 | FIFA 월드컵 역대 순위 : 53위 | FIFA 월드컵 역대 순위 : 53위 | FIFA 월드컵 역대 순위 : 53위 | FIFA 월드컵 역대 순위 : 53위 | FIFA 월드컵 역대 순위 : 53위 |

### FIFA 월드컵(예선)
| FIFA 월드컵 예선 기록 | FIFA 월드컵 예선 기록                    | FIFA 월드컵 예선 기록                    | FIFA 월드컵 예선 기록                    | FIFA 월드컵 예선 기록                    | FIFA 월드컵 예선 기록                    | FIFA 월드컵 예선 기록                    | FIFA 월드컵 예선 기록                    | FIFA 월드컵 예선 기록                    | FIFA 월드컵 예선 기록                    |
| 년도                  | 경기                                     | 승                                       | 무*                                      | 패                                       | 득점                                     | 실점                                     | 승점                                     |                                          |                                          |
| --------------------- | ---------------------------------------- | ---------------------------------------- | ---------------------------------------- | ---------------------------------------- | ---------------------------------------- | ---------------------------------------- | ---------------------------------------- | ---------------------------------------- | ---------------------------------------- |
| 1930년                | 소비에트 연방으로 참가                   | 소비에트 연방으로 참가                   | 소비에트 연방으로 참가                   | 소비에트 연방으로 참가                   | 소비에트 연방으로 참가                   | 소비에트 연방으로 참가                   | 소비에트 연방으로 참가                   |                                          |                                          |
| 1934년                | 소비에트 연방으로 참가                   | 소비에트 연방으로 참가                   | 소비에트 연방으로 참가                   | 소비에트 연방으로 참가                   | 소비에트 연방으로 참가                   | 소비에트 연방으로 참가                   | 소비에트 연방으로 참가                   |                                          |                                          |
| 1938년                | 소비에트 연방으로 참가                   | 소비에트 연방으로 참가                   | 소비에트 연방으로 참가                   | 소비에트 연방으로 참가                   | 소비에트 연방으로 참가                   | 소비에트 연방으로 참가                   | 소비에트 연방으로 참가                   |                                          |                                          |
| 1950년                | 소비에트 연방으로 참가                   | 소비에트 연방으로 참가                   | 소비에트 연방으로 참가                   | 소비에트 연방으로 참가                   | 소비에트 연방으로 참가                   | 소비에트 연방으로 참가                   | 소비에트 연방으로 참가                   |                                          |                                          |
| 1954년                | 소비에트 연방으로 참가                   | 소비에트 연방으로 참가                   | 소비에트 연방으로 참가                   | 소비에트 연방으로 참가                   | 소비에트 연방으로 참가                   | 소비에트 연방으로 참가                   | 소비에트 연방으로 참가                   |                                          |                                          |
| 1958년                | 소비에트 연방으로 참가                   | 소비에트 연방으로 참가                   | 소비에트 연방으로 참가                   | 소비에트 연방으로 참가                   | 소비에트 연방으로 참가                   | 소비에트 연방으로 참가                   | 소비에트 연방으로 참가                   |                                          |                                          |
| 1962년                | 소비에트 연방으로 참가                   | 소비에트 연방으로 참가                   | 소비에트 연방으로 참가                   | 소비에트 연방으로 참가                   | 소비에트 연방으로 참가                   | 소비에트 연방으로 참가                   | 소비에트 연방으로 참가                   |                                          |                                          |
| 1966년                | 소비에트 연방으로 참가                   | 소비에트 연방으로 참가                   | 소비에트 연방으로 참가                   | 소비에트 연방으로 참가                   | 소비에트 연방으로 참가                   | 소비에트 연방으로 참가                   | 소비에트 연방으로 참가                   |                                          |                                          |
| 1970년                | 소비에트 연방으로 참가                   | 소비에트 연방으로 참가                   | 소비에트 연방으로 참가                   | 소비에트 연방으로 참가                   | 소비에트 연방으로 참가                   | 소비에트 연방으로 참가                   | 소비에트 연방으로 참가                   |                                          |                                          |
| 1974년                | 소비에트 연방으로 참가                   | 소비에트 연방으로 참가                   | 소비에트 연방으로 참가                   | 소비에트 연방으로 참가                   | 소비에트 연방으로 참가                   | 소비에트 연방으로 참가                   | 소비에트 연방으로 참가                   |                                          |                                          |
| 1978년                | 소비에트 연방으로 참가                   | 소비에트 연방으로 참가                   | 소비에트 연방으로 참가                   | 소비에트 연방으로 참가                   | 소비에트 연방으로 참가                   | 소비에트 연방으로 참가                   | 소비에트 연방으로 참가                   |                                          |                                          |
| 1982년                | 소비에트 연방으로 참가                   | 소비에트 연방으로 참가                   | 소비에트 연방으로 참가                   | 소비에트 연방으로 참가                   | 소비에트 연방으로 참가                   | 소비에트 연방으로 참가                   | 소비에트 연방으로 참가                   |                                          |                                          |
| 1986년                | 소비에트 연방으로 참가                   | 소비에트 연방으로 참가                   | 소비에트 연방으로 참가                   | 소비에트 연방으로 참가                   | 소비에트 연방으로 참가                   | 소비에트 연방으로 참가                   | 소비에트 연방으로 참가                   |                                          |                                          |
| 1990년                | 소비에트 연방으로 참가                   | 소비에트 연방으로 참가                   | 소비에트 연방으로 참가                   | 소비에트 연방으로 참가                   | 소비에트 연방으로 참가                   | 소비에트 연방으로 참가                   | 소비에트 연방으로 참가                   |                                          |                                          |
| 1994년                | 없음                                     | 없음                                     | 없음                                     | 없음                                     | 없음                                     | 없음                                     | 없음                                     |                                          |                                          |
| 1998년                | 12                                       | 6                                        | 3                                        | 3                                        | 11                                       | 9                                        | 21                                       |                                          |                                          |
| 2002년                | 12                                       | 4                                        | 6                                        | 2                                        | 15                                       | 13                                       | 18                                       |                                          |                                          |
| 2006년                | 12                                       | 7                                        | 4                                        | 1                                        | 18                                       | 7                                        | 25                                       |                                          |                                          |
| 2010년                | 12                                       | 6                                        | 4                                        | 2                                        | 21                                       | 7                                        | 22                                       |                                          |                                          |
| 2014년                | 12                                       | 7                                        | 3                                        | 2                                        | 30                                       | 7                                        | 24                                       |                                          |                                          |
| 2018년                | 10                                       | 5                                        | 2                                        | 3                                        | 13                                       | 9                                        | 17                                       |                                          |                                          |
| 2022년                | 10                                       | 3                                        | 6                                        | 1                                        | 14                                       | 10                                       | 15                                       |                                          |                                          |
| 합계                  | 71                                       | 36                                       | 22                                       | 13                                       | 111                                      | 53                                       | 130                                      |                                          |                                          |
| 순위                  | 월드컵 예선 승점 순위 : 70위 (유럽 28위) | 월드컵 예선 승점 순위 : 70위 (유럽 28위) | 월드컵 예선 승점 순위 : 70위 (유럽 28위) | 월드컵 예선 승점 순위 : 70위 (유럽 28위) | 월드컵 예선 승점 순위 : 70위 (유럽 28위) | 월드컵 예선 승점 순위 : 70위 (유럽 28위) | 월드컵 예선 승점 순위 : 70위 (유럽 28위) | 월드컵 예선 승점 순위 : 70위 (유럽 28위) | 월드컵 예선 승점 순위 : 70위 (유럽 28위) |

## UEFA 유럽 축구 선수권 대회(본선)
| UEFA 유로컵 본선 기록 | UEFA 유로컵 본선 기록                  | UEFA 유로컵 본선 기록                  | UEFA 유로컵 본선 기록                  | UEFA 유로컵 본선 기록                  | UEFA 유로컵 본선 기록                  | UEFA 유로컵 본선 기록                  | UEFA 유로컵 본선 기록                  | UEFA 유로컵 본선 기록                  | UEFA 유로컵 본선 기록                  |
| 년도                  | 결과                                   | 순위                                   | 경기                                   | 승                                     | 무*                                    | 패                                     | 득점                                   | 실점                                   | 승점                                   |
| --------------------- | -------------------------------------- | -------------------------------------- | -------------------------------------- | -------------------------------------- | -------------------------------------- | -------------------------------------- | -------------------------------------- | -------------------------------------- | -------------------------------------- |
| 1960년                | 소련으로 참가                          | 소련으로 참가                          | 소련으로 참가                          | 소련으로 참가                          | 소련으로 참가                          | 소련으로 참가                          | 소련으로 참가                          | 소련으로 참가                          | 소련으로 참가                          |
| 1964년                | 소련으로 참가                          | 소련으로 참가                          | 소련으로 참가                          | 소련으로 참가                          | 소련으로 참가                          | 소련으로 참가                          | 소련으로 참가                          | 소련으로 참가                          | 소련으로 참가                          |
| 1968년                | 소련으로 참가                          | 소련으로 참가                          | 소련으로 참가                          | 소련으로 참가                          | 소련으로 참가                          | 소련으로 참가                          | 소련으로 참가                          | 소련으로 참가                          | 소련으로 참가                          |
| 1972년                | 소련으로 참가                          | 소련으로 참가                          | 소련으로 참가                          | 소련으로 참가                          | 소련으로 참가                          | 소련으로 참가                          | 소련으로 참가                          | 소련으로 참가                          | 소련으로 참가                          |
| 1976년                | 소련으로 참가                          | 소련으로 참가                          | 소련으로 참가                          | 소련으로 참가                          | 소련으로 참가                          | 소련으로 참가                          | 소련으로 참가                          | 소련으로 참가                          | 소련으로 참가                          |
| 1980년                | 소련으로 참가                          | 소련으로 참가                          | 소련으로 참가                          | 소련으로 참가                          | 소련으로 참가                          | 소련으로 참가                          | 소련으로 참가                          | 소련으로 참가                          | 소련으로 참가                          |
| 1984년                | 소련으로 참가                          | 소련으로 참가                          | 소련으로 참가                          | 소련으로 참가                          | 소련으로 참가                          | 소련으로 참가                          | 소련으로 참가                          | 소련으로 참가                          | 소련으로 참가                          |
| 1988년                | 소련으로 참가                          | 소련으로 참가                          | 소련으로 참가                          | 소련으로 참가                          | 소련으로 참가                          | 소련으로 참가                          | 소련으로 참가                          | 소련으로 참가                          | 소련으로 참가                          |
| 1992년                | 소련으로 참가                          | 소련으로 참가                          | 소련으로 참가                          | 소련으로 참가                          | 소련으로 참가                          | 소련으로 참가                          | 소련으로 참가                          | 소련으로 참가                          | 소련으로 참가                          |
| 1996년                | 예선 탈락                              | 예선 탈락                              | 예선 탈락                              | 예선 탈락                              | 예선 탈락                              | 예선 탈락                              | 예선 탈락                              | 예선 탈락                              | 예선 탈락                              |
| 2000년                | 예선 탈락                              | 예선 탈락                              | 예선 탈락                              | 예선 탈락                              | 예선 탈락                              | 예선 탈락                              | 예선 탈락                              | 예선 탈락                              | 예선 탈락                              |
| 2004년                | 예선 탈락                              | 예선 탈락                              | 예선 탈락                              | 예선 탈락                              | 예선 탈락                              | 예선 탈락                              | 예선 탈락                              | 예선 탈락                              | 예선 탈락                              |
| 2008년                | 예선 탈락                              | 예선 탈락                              | 예선 탈락                              | 예선 탈락                              | 예선 탈락                              | 예선 탈락                              | 예선 탈락                              | 예선 탈락                              | 예선 탈락                              |
| 2012년                | 조별리그                               | 13위                                   | 3                                      | 1                                      | 0                                      | 2                                      | 2                                      | 4                                      | 3                                      |
| 2016년                | 조별리그                               | 24위                                   | 3                                      | 0                                      | 0                                      | 3                                      | 0                                      | 5                                      | 0                                      |
| 2020년                | 8강                                    | 8위                                    | 5                                      | 2                                      | 0                                      | 3                                      | 6                                      | 10                                     | 6                                      |
| 2024년                | 조별리그                               | 17위                                   | 3                                      | 1                                      | 1                                      | 1                                      | 2                                      | 4                                      | 4                                      |
| 합계                  | 4회 진출(4/8)                          | 8강(1회)                               | 14                                     | 4                                      | 1                                      | 9                                      | 10                                     | 23                                     | 13                                     |
| 순위                  | UEFA 유럽 축구 선수권 대회 순위 : 21위 | UEFA 유럽 축구 선수권 대회 순위 : 21위 | UEFA 유럽 축구 선수권 대회 순위 : 21위 | UEFA 유럽 축구 선수권 대회 순위 : 21위 | UEFA 유럽 축구 선수권 대회 순위 : 21위 | UEFA 유럽 축구 선수권 대회 순위 : 21위 | UEFA 유럽 축구 선수권 대회 순위 : 21위 | UEFA 유럽 축구 선수권 대회 순위 : 21위 | UEFA 유럽 축구 선수권 대회 순위 : 21위 |

### UEFA 유럽 축구 선수권 대회(예선)
| UEFA 유로컵 예선 기록 | UEFA 유로컵 예선 기록      | UEFA 유로컵 예선 기록      | UEFA 유로컵 예선 기록      | UEFA 유로컵 예선 기록      | UEFA 유로컵 예선 기록      | UEFA 유로컵 예선 기록      | UEFA 유로컵 예선 기록      | UEFA 유로컵 예선 기록      | UEFA 유로컵 예선 기록      |
| 년도                  | 경기                       | 승                         | 무*                        | 패                         | 득점                       | 실점                       | 승점                       |                            |                            |
| --------------------- | -------------------------- | -------------------------- | -------------------------- | -------------------------- | -------------------------- | -------------------------- | -------------------------- | -------------------------- | -------------------------- |
| 1960년                | 소련으로 참가              | 소련으로 참가              | 소련으로 참가              | 소련으로 참가              | 소련으로 참가              | 소련으로 참가              | 소련으로 참가              |                            |                            |
| 1964년                | 소련으로 참가              | 소련으로 참가              | 소련으로 참가              | 소련으로 참가              | 소련으로 참가              | 소련으로 참가              | 소련으로 참가              |                            |                            |
| 1968년                | 소련으로 참가              | 소련으로 참가              | 소련으로 참가              | 소련으로 참가              | 소련으로 참가              | 소련으로 참가              | 소련으로 참가              |                            |                            |
| 1972년                | 소련으로 참가              | 소련으로 참가              | 소련으로 참가              | 소련으로 참가              | 소련으로 참가              | 소련으로 참가              | 소련으로 참가              |                            |                            |
| 1976년                | 소련으로 참가              | 소련으로 참가              | 소련으로 참가              | 소련으로 참가              | 소련으로 참가              | 소련으로 참가              | 소련으로 참가              |                            |                            |
| 1980년                | 소련으로 참가              | 소련으로 참가              | 소련으로 참가              | 소련으로 참가              | 소련으로 참가              | 소련으로 참가              | 소련으로 참가              |                            |                            |
| 1984년                | 소련으로 참가              | 소련으로 참가              | 소련으로 참가              | 소련으로 참가              | 소련으로 참가              | 소련으로 참가              | 소련으로 참가              |                            |                            |
| 1988년                | 소련으로 참가              | 소련으로 참가              | 소련으로 참가              | 소련으로 참가              | 소련으로 참가              | 소련으로 참가              | 소련으로 참가              |                            |                            |
| 1992년                | 소련으로 참가              | 소련으로 참가              | 소련으로 참가              | 소련으로 참가              | 소련으로 참가              | 소련으로 참가              | 소련으로 참가              |                            |                            |
| 1996년                | 10                         | 4                          | 1                          | 5                          | 11                         | 15                         | 13                         |                            |                            |
| 2000년                | 12                         | 5                          | 6                          | 1                          | 16                         | 7                          | 21                         |                            |                            |
| 2004년                | 8                          | 2                          | 4                          | 2                          | 11                         | 10                         | 10                         |                            |                            |
| 2008년                | 12                         | 5                          | 2                          | 5                          | 18                         | 16                         | 17                         |                            |                            |
| 2012년                | 자동참가(개최국)           | 자동참가(개최국)           | 자동참가(개최국)           | 자동참가(개최국)           | 자동참가(개최국)           | 자동참가(개최국)           | 자동참가(개최국)           |                            |                            |
| 2016년                | 12                         | 7                          | 2                          | 3                          | 17                         | 5                          | 23                         |                            |                            |
| 2020년                | 8                          | 6                          | 2                          | 0                          | 17                         | 4                          | 20                         |                            |                            |
| 2024년                | 10                         | 6                          | 2                          | 2                          | 15                         | 10                         | 20                         |                            |                            |
| 합계                  | 72                         | 35                         | 19                         | 18                         | 105                        | 67                         | 124                        |                            |                            |
| 순위                  | 유로 예선 승점 순위 : 33위 | 유로 예선 승점 순위 : 33위 | 유로 예선 승점 순위 : 33위 | 유로 예선 승점 순위 : 33위 | 유로 예선 승점 순위 : 33위 | 유로 예선 승점 순위 : 33위 | 유로 예선 승점 순위 : 33위 | 유로 예선 승점 순위 : 33위 | 유로 예선 승점 순위 : 33위 |

## 선수 기록

### 우크라이나 최대 출장 선수

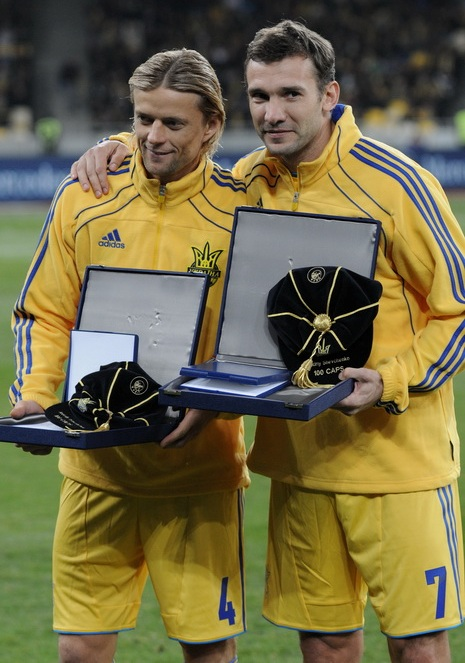
아나톨리 티모슈크와 안드리 셰우첸코는 2011년에 100번째 출전을 하면서 UEFA에게서 감사패를 받았다. 그들은 각각 우크라이나 역사상 가장 많은 국가대표팀 경기를 뛰었던 첫 번째이자 두 번째 선수이다.

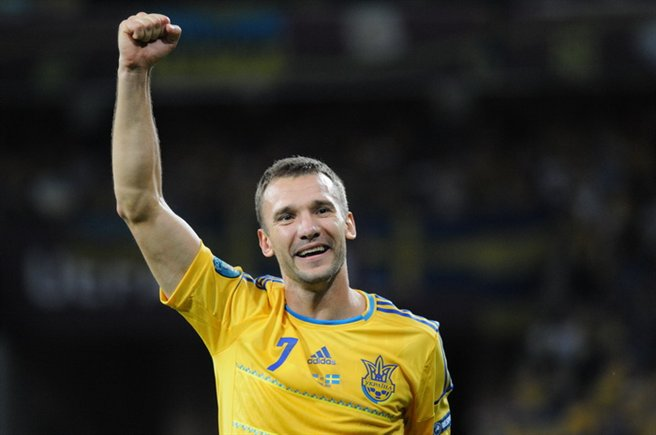
안드리 셰우첸코는 48골로 우크라이나 역사상 최다 득점 선수이다.

2021년 11월 16일 기준
| #  | 이름                    | 기간          | 출장 | 득점 |
| -- | ----------------------- | ------------- | ---- | ---- |
| 1  | 아나톨리 티모슈크       | 2000년–2016년 | 144  | 4    |
| 2  | 안드리 셰우첸코         | 1995년–2012년 | 111  | 48   |
| 3  | 안드리 야르몰렌코       | 2009년–       | 106  | 44   |
| 4  | 안드리 퍄토우           | 2007년–       | 101  | 0    |
| 5  | 루슬란 로탄             | 2003년–2018년 | 100  | 8    |
| 6  | 올레흐 후세우           | 2003년–2016년 | 98   | 13   |
| 7  | 올렉산드르 쇼우코우스키 | 1994년–2012년 | 92   | 0    |
| 8  | 예우헨 코노플랸카       | 2007년–       | 86   | 21   |
| 9  | 세르히 레브로프         | 1992년–2006년 | 75   | 15   |
| 10 | 안드리 보로닌           | 2002년–2012년 | 74   | 8    |

### 우크라이나 최다 득점 선수
2021년 11월 16일 기준
| # | 이름              | 기간          | 득점 | 출장 | 평균 득점률 |
| - | ----------------- | ------------- | ---- | ---- | ----------- |
| 1 | 안드리 셰우첸코   | 1995년–2012년 | 48   | 111  | 0.43        |
| 2 | 안드리 야르몰렌코 | 2009년–       | 44   | 106  | 0.42        |
| 3 | 예우헨 코노플랸카 | 2010년–       | 21   | 86   | 0.24        |
| 4 | 세르히 레브로프   | 1992년–2006년 | 15   | 75   | 0.2         |
| 5 | 올레흐 후세우     | 2003년–2016년 | 13   | 98   | 0.13        |
| 6 | 로만 야렘추크     | 2018년–       | 12   | 36   | 0.33        |
| 6 | 세르히 나자렌코   | 2003년–2012년 | 12   | 56   | 0.21        |
| 8 | 예우헨 셀레즈뇨우 | 2008년–2018년 | 11   | 58   | 0.19        |
| 9 | 안드리 보로베이   | 2000년–2008년 | 9    | 68   | 0.13        |
| 9 | 안드리 후신       | 1993년–2006년 | 9    | 71   | 0.13        |

### 우크라이나 역대 주장
2021년 11월 16일 기준
| #  | 이름                    | 기간          | 주장 출전수 | 전체 출전수 |
| -- | ----------------------- | ------------- | ----------- | ----------- |
| 1  | 안드리 셰우첸코         | 1995년–2012년 | 58          | 111         |
| 2  | 아나톨리 티모슈크       | 2000년–2016년 | 41          | 144         |
| 3  | 올레흐 루주니           | 1992년–2003년 | 39          | 52          |
| 4  | 루슬란 로탄             | 2003년–2018년 | 24          | 100         |
| 5  | 안드리 퍄토우           | 2007년–       | 23          | 101         |
| 6  | 안드리 야르몰렌코       | 2009년–       | 17          | 106         |
| 7  | 유리 칼리트빈체우       | 1995년–1999년 | 13          | 22          |
| 7  | 올렉산드르 홀로우코     | 1995년–2004년 | 13          | 58          |
| 8  | 올렉산드르 쇼우코우스키 | 1994년–2012년 | 12          | 92          |
| 10 | 올렉산드르 쿠체르       | 2006년–2017년 | 8           | 57          |

## 역대 대표팀 감독
| 이름                            | 국적       | 기간          | 경기 수 | 승리 | 무승부 | 패배 | 득점 | 실점 | 승률 % | 대회 예선  | 대회 진출 |
| ------------------------------- | ---------- | ------------- | ------- | ---- | ------ | ---- | ---- | ---- | ------ | ---------- | --------- |
| 빅토르 프로코펜코               | 우크라이나 | 1992년        | 3       | 0    | 1      | 2    | 2    | 5    | 0      |            |           |
| 미콜라 파울로우 (감독 대행)     | 우크라이나 | 1992년        | 1       | 0    | 1      | 0    | 1    | 1    | 0      |            |           |
| 올레흐 바질레비치               | 우크라이나 | 1993년–1994년 | 11      | 4    | 3      | 4    | 13   | 14   | 36.36  | 1996       |           |
| 미콜라 파울로우 (감독 대행)     | 우크라이나 | 1994년        | 2       | 0    | 0      | 2    | 0    | 3    | 0      |            |           |
| 요제프 사보                     | 우크라이나 | 1994          | 2       | 1    | 1      | 0    | 3    | 0    | 50     | 1996       |           |
| 아나톨리 콘코우                 | 우크라이나 | 1995년        | 7       | 3    | 0      | 4    | 8    | 13   | 42.86  | 1996       |           |
| 요제프 사보                     | 우크라이나 | 1996년–1999년 | 32      | 15   | 11     | 6    | 26   | 41   | 46.88  | 1998, 2000 |           |
| 발레리 로바노우스키             | 우크라이나 | 2000년–2001년 | 18      | 12   | 4      | 2    | 29   | 14   | 66.67  | 2002       |           |
| 레오니드 부랴크                 | 우크라이나 | 2002년–2003년 | 19      | 14   | 3      | 2    | 38   | 13   | 73.68  | 2004       |           |
| 올레흐 블로힌                   | 우크라이나 | 2003년–2007년 | 46      | 21   | 14     | 11   | 78   | 26   | 45.65  | 2006, 2008 | 2006      |
| 올렉시 미하일리첸코             | 우크라이나 | 2008년–2009년 | 20      | 15   | 1      | 4    | 41   | 12   | 75     | 2010       |           |
| 미론 마르케비치                 | 우크라이나 | 2010년        | 4       | 3    | 1      | 0    | 9    | 3    | 75     |            |           |
| 유리 칼리트빈체우 (감독 대행)   | 우크라이나 | 2010년–2011년 | 8       | 3    | 2      | 3    | 14   | 16   | 37.5   |            |           |
| 올레흐 블로힌                   | 우크라이나 | 2011년–2012년 | 12      | 5    | 3      | 4    | 28   | 12   | 41.67  | 2014       | 2012      |
| 안드리 발 (감독 대행)           | 우크라이나 | 2012년        | 3       | 1    | 1      | 1    | 2    | 1    | 33.33  | 2014       |           |
| 올렉산드르 자바로우 (감독 대행) | 우크라이나 | 2012년        | 1       | 1    | 0      | 0    | 1    | 0    | 100    |            |           |
| 미하일로 포멘코                 | 우크라이나 | 2013년–2016   | 18      | 14   | 2      | 2    | 41   | 7    | 77.78  | 2014, 2016 |           |
| 안드리 셰우첸코                 | 우크라이나 | 2016년–       | 18      | 11   | 3      | 4    | 29   | 13   | 61.11  | 2018, 2020 | 2020      |

2019년 11월 18일 갱신

## 선수단

### 현재 선수 명단
일자: 2022년 3월 26일
종류:  잉글랜드와의 UEFA 유로 2024 예선전 명단
- 출장 수와 골 수는 2022년 9월 27일  스코틀랜드와의 경기 이후 기록이다.

|  | GK | 안드리 루닌           | 1999년 2월 21일(26세)  | 9   | 0  | 레알 마드리드     |  |  |
|  | GK | 아나톨리 트루빈       | 2001년 8월 1일(23세)   | 3   | 0  | 샤흐타르 도네츠크 |  |  |
|  | GK | 드미트로 리즈니크     | 1999년 1월 30일(26세)  | 2   | 0  | 샤흐타르 도네츠크 |  |  |
|  |    |                       |                        |     |    |                   |  |  |
|  | DF | 미콜라 마트비옌코     | 1996년 5월 2일(29세)   | 54  | 0  | 샤흐타르 도네츠크 |  |  |
|  | DF | 올렉산드르 카라바예우 | 1992년 6월 2일(33세)   | 46  | 2  | 디나모 키이우     |  |  |
|  | DF | 비탈리 미콜렌코       | 1999년 5월 29일(26세)  | 28  | 1  | 에버턴            |  |  |
|  | DF | 에두아르드 소볼       | 1995년 4월 20일(30세)  | 27  | 0  | 스트라스부르      |  |  |
|  | DF | 일랴 자바르니         | 2002년 9월 1일(22세)   | 24  | 0  | 본머스            |  |  |
|  | DF | 유힘 코노플랴         | 1999년 8월 26일(25세)  | 3   | 0  | 샤흐타르 도네츠크 |  |  |
|  | DF | 올렉산드르 스바토크   | 1994년 9월 27일(30세)  | 0   | 0  | 드니프로-1        |  |  |
|  | DF | 에두아르드 사라피     | 1999년 5월 12일(26세)  | 0   | 0  | 드니프로-1        |  |  |
|  |    |                       |                        |     |    |                   |  |  |
|  | MF | 안드리 야르몰렌코 (c) | 1989년 10월 23일(35세) | 112 | 45 | 알아인            |  |  |
|  | MF | 예우헨 코노플랸카     | 1989년 9월 29일(35세)  | 86  | 21 | 크라코비아        |  |  |
|  | MF | 타라스 스테파넨코     | 1989년 8월 8일(35세)   | 73  | 4  | 샤흐타르 도네츠크 |  |  |
|  | MF | 세르히 시도르추크     | 1991년 5월 2일(34세)   | 54  | 3  | 디나모 키이우     |  |  |
|  | MF | 올렉산드르 진첸코     | 1996년 12월 15일(28세) | 52  | 8  | 아스널            |  |  |
|  | MF | 루슬란 말리노우스키   | 1993년 5월 4일(32세)   | 51  | 7  | 마르세유          |  |  |
|  | MF | 빅토르 치한코우       | 1997년 11월 15일(27세) | 42  | 7  | 지로나            |  |  |
|  | MF | 올렉산드르 주브코우   | 1996년 8월 3일(28세)   | 24  | 2  | 샤흐타르 도네츠크 |  |  |
|  | MF | 비탈리 부얄스키       | 1993년 1월 6일(32세)   | 9   | 0  | 디나모 키이우     |  |  |
|  | MF | 미하일로 무드리크     | 2001년 1월 5일(24세)   | 8   | 0  | 첼시              |  |  |
|  | MF | 올렉산드르 피할료노크 | 1997년 5월 7일(28세)   | 5   | 0  | 드니프로-1        |  |  |
|  | MF | 헤오르히 수다코우     | 2002년 9월 1일(22세)   | 3   | 0  | 샤흐타르 도네츠크 |  |  |
|  | MF | 아르템 본다렌코       | 2000년 8월 21일(24세)  | 0   | 0  | 샤흐타르 도네츠크 |  |  |
|  |    |                       |                        |     |    |                   |  |  |
|  | FW | 로만 야렘추크         | 1995년 11월 27일(29세) | 42  | 13 | 클뤼프 브뤼허     |  |  |
|  | FW | 아르템 도우비크       | 1997년 6월 21일(27세)  | 14  | 6  | 드니프로-1        |  |  |

## 역대 감독
| 감독            | 임기        |
| --------------- | ----------- |
| 올레흐 블로힌   | 2003 ~ 2007 |
| 올레흐 블로힌   | 2011 ~ 2012 |
| 안드리 발(대행) | 2012        |
| 미하일로 포멘코 | 2012 ~ 2016 |
| 안드리 셰우첸코 | 2016 ~ 2021 |
| 세르히 레브로우 | 2023 ~      |

## 축구 용품

### 축구 용품 제공사
대표팀의 공식적인 축구 장비는 현재 2016년 12월 31일까지 우크라이나 대표팀과 계약된 독일의 회사 아디다스가 제조한다.
| 기간            | 용품 제공사 |
| --------------- | ----------- |
| 1992년 – 1996년 | 엄브로      |
| 1997년 – 2002년 | 푸마        |
| 2002년 – 2008년 | 로토        |
| 2009년 – 2016년 | 아디다스    |
| 2017년 –        | 호마        |